# جنيفر سونغ
جنيفر سونغ (هانغل: 송민영) هي لاعبة غولف كورية جنوبية، ولدت في 20 ديسمبر 1989 في آن آربر في الولايات المتحدة.

## وصلات خارجية
- جنيفر سونغ على موقع رابطة لاعبات الغولف المحترفات (الإنجليزية)